# Lonzo Ball
Lonzo Anderson Ball (* 27. Oktober 1997 in Anaheim, Kalifornien) ist ein US-amerikanischer Basketballspieler, der seit 2025 für die Cleveland Cavaliers in der National Basketball Association (NBA) unter Vertrag steht. Er spielte in der NCAA für die UCLA Bruins und wurde im NBA-Draft 2017 an zweiter Stelle von den Los Angeles Lakers ausgewählt.

## Laufbahn

### High School und College
Ball spielte Basketball an der Chino Hills High School in Kalifornien und entwickelte sich zu einem der größten Talente seines Jahrgangs in den Vereinigten Staaten. In seiner abschließenden High-School-Saison wurde er mehrfach als bester Spieler des Jahres ausgezeichnet, unter anderem wurden ihm die Ehrungen als „Naismith High School Player of the Year“, „Morgan Wootten Player of the Year“ sowie „Gatorade State Player of the Year“ zuteil.
Während seines ersten und einzigen Spieljahres in der NCAA lief er für die Mannschaft der University of California, Los Angeles, kurz UCLA, auf und machte während der Saison 2016/17 als drittbester Korbschütze seines Teams auf sich aufmerksam. Er verbuchte in 36 Einsätzen einen Punkteschnitt von 14,6 und war pro Partie zudem für 7,6 Assists zuständig, was in der gesamten ersten Division der NCAA den Bestwert bedeutete. Unmittelbar nach dem Ende der Saison 2016/17 beendete er seine College-Laufbahn und wechselte ins Profilager.

### NBA

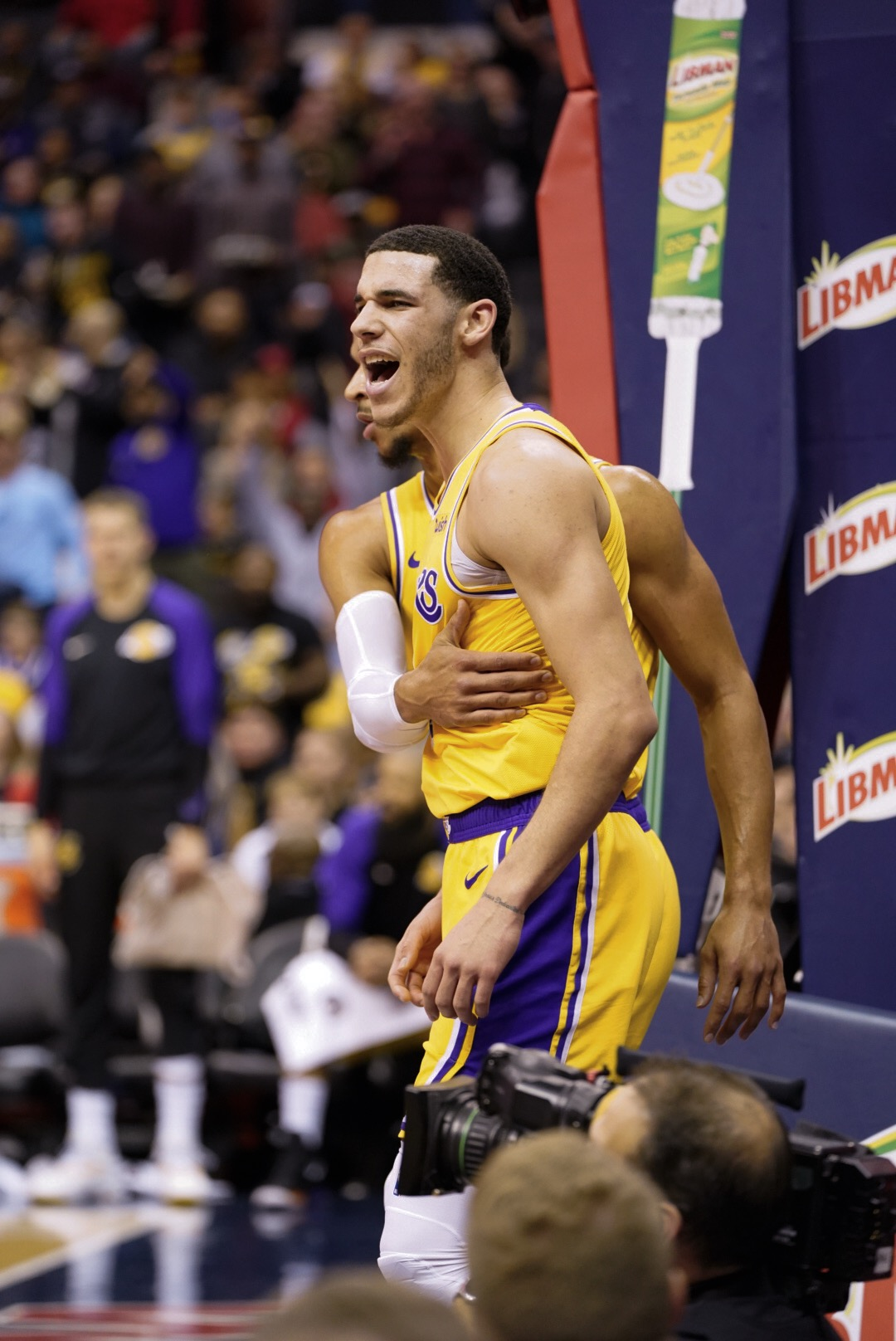
Ball im Trikot der Los Angeles Lakers, 2018

Ball meldete sich zum NBA-Draft 2017 an und wurde in mehreren Ranglisten als einer der Anwärter auf einen der vorderen Plätze geführt. Er wurde in der ersten Runde von den Los Angeles Lakers als zweiter Spieler insgesamt ausgewählt. In seiner ersten Saison für die Lakers wurde er zum jüngsten Spieler, der ein Triple-Double erreichte. Zuvor war LeBron James Rekordhalter. Ball wurde am Ende der Saison 2017/18 ins NBA All-Rookie Second Team gewählt, nachdem er in seinem ersten NBA-Spieljahr im Durchschnitt 10,2 Punkte, 7,2 Korbvorlagen sowie 6,9 Rebounds je Begegnung erzielt hatte.
In der Saison 2018/19 spielte er an der Seite von LeBron James, der im Sommer 2018 nach Los Angeles gewechselt war. Ebenso wurde der ehemalige All-Star Rajon Rondo verpflichtet, der Ball als erfahrener Spieler an die Seite gestellt wurde. Ball verletzte sich am 19. Januar 2019 gegen die Houston Rockets am Sprunggelenk. Nachdem eine erneute Untersuchung zwei Wochen später keine große Verbesserung gezeigt hatte, wurde von Seiten der Lakers erklärt, dass Ball den Rest der Saison ausfallen würde.
Nach dem Ende der Saison tauschten die Lakers Ball und weitere Spieler gegen Anthony Davis von den New Orleans Pelicans. Ball spielte deshalb in der Saison 2019/20 in New Orleans. Während der Sommerpause zwischen den Saisons 2020/21 und 2021/22 wechselte Ball zu den Chicago Bulls, bei denen er einen Vierjahresvertrag mit einem Gesamtgehalt von 85 Millionen US-Dollar unterschrieb. Angewendet wurde eine Regel (Sign-and-Trade), die es einer Mannschaft gestattet, den Vertrag eines Spielers erst zu verlängern und ihn dann innerhalb von 48 Stunden an einen Ligakonkurrenten abzugeben.
Wegen Kniebeschwerden, die drei Eingriffe und eine Knorpeltransplantation notwendig, machten, musste er eine lange Pause einlegen. Am 16. Oktober 2024 stand Ball nach 1.006 Tagen (14. Januar 2022) in einem Vorbereitungsspiel gegen die Minnesota Timberwolves zum ersten Mal wieder auf dem NBA-Parkett. Ball erzielte in 15 Minuten Spielzeit 10 Punkte und jeweils einen Rebound, Assist, Ballgewinn und Block, womit er den Bulls zu einem 125:123-Sieg verhalf.
Im Sommer 2025 wurde er an die Cleveland Cavaliers abgegeben. Im Gegenzug ging Isaac Okoro nach Chicago.

## Fernsehpräsenz
Lonzo Ball ist zusammen mit seinem Vater, dem ehemaligen American-Football-Spieler LaVar Ball, sowie seinen Brüdern LaMelo und LiAngelo Ball einer der Protagonisten der Reality-TV-Serie Ball in the Family. Von September bis November 2020 nahm Ball als Whatchamacallit an der vierten Staffel der US-amerikanischen Version von The Masked Singer teil, in der er den neunten von insgesamt 16 Plätzen belegte.

## Karriere-Statistiken

### NBA

#### Hauptrunde
| Saison  | Team        | GP  | GS  | MPG  | FG % | 3P % | FT % | RPG | APG | SPG | BPG | PPG  |
| ------- | ----------- | --- | --- | ---- | ---- | ---- | ---- | --- | --- | --- | --- | ---- |
| 2017–18 | LA Lakers   | 52  | 50  | 34.8 | .360 | .305 | .451 | 6.9 | 7.2 | 1.7 | 0.8 | 10.2 |
| 2018–19 | LA Lakers   | 47  | 45  | 30.3 | .406 | .329 | .417 | 5.3 | 5.4 | 1.5 | 0.4 | 9.9  |
| 2019–20 | LA Lakers   | 63  | 54  | 32.1 | .403 | .375 | .566 | 6.1 | 7.0 | 1.4 | 0.6 | 11.8 |
| 2020–21 | New Orleans | 55  | 55  | 31.8 | .414 | .378 | .781 | 4.8 | 5.7 | 1.5 | 0.6 | 14.6 |
| 2021–22 | Chicago     | 35  | 35  | 34.6 | .423 | .423 | .750 | 5.4 | 5.1 | 1.8 | 0.9 | 13.0 |
| Gesamt  | Gesamt      | 252 | 239 | 32.5 | .400 | .364 | .578 | 5.7 | 6.2 | 1.6 | 0.6 | 11.9 |